# Lepidochrysops gigantea
Lepidochrysops gigantea är en fjärilsart som beskrevs av Henry Trimen 1898. Lepidochrysops gigantea ingår i släktet Lepidochrysops och familjen juvelvingar. Inga underarter finns listade i Catalogue of Life.